# Eugnophomyia golbachi
Eugnophomyia golbachi är en tvåvingeart som först beskrevs av Alexander 1962.  Eugnophomyia golbachi ingår i släktet Eugnophomyia och familjen småharkrankar. Inga underarter finns listade i Catalogue of Life.